# Stadio Luigi Ferraris
Stadio Luigi Ferraris je fotbalový stadion v italském městě Janov, v regionu Ligurie. Známý je pod názvem Stadio di Marassi nebo jednoduše Marassi, podle názvu janovské čtvrti, ve které se nachází. Je to nejstarší stadion v Itálii který se stále používá, protože byl slavnostně otevřen v roce 1911.
Jeho momentální kapacita je přibližně 37 000 diváků, i když v období své maximální kapacity dosahoval 60 000 diváků. Stadion je dvou hlavních fotbalových týmů města:Janov a Sampdoria. Za svoji více než stoletou existenci prošel několika úpravami, z nichž nejvýznamnější bylo v letech 1987 až 1989, kdy byl upraven pro pořádání zápasů MS 1990, jehož pořadatelskou zemí byla Itálie. Při této příležitosti se stal kompletně krytým stadionem. Příležitostně zde také hraje Italská fotbalová reprezentace i ragbyová reprezentace, občas zde jsou i hudební koncerty.

## Historie
Začátek výstavby stadionu je nejistý, ale jako symbolický den je obecně zvolen 10. červenec 1910. Toho dne přijal prezident klubu Janova Edoardo Pasteur návrh markýze Musso Piantelliho, partnera mladého anglo-italského týmu, vybudovat fotbalové hřiště uvnitř jezdecké dráhy umístěné na pozemku, který vlastnil, v komplexu Villa Centurione Musso Piantelli, rezidenci ze 16. století. Dne 22. ledna 1911, u příležitosti zápasu mezi Janovem a Interem, byl stadion oficiálně slavnostně otevřen pod názvem Campo del Genoa na Via del Piano. Nové hřiště se tyčilo kolmo k nedalekému potoku Bisagno a sousedilo se starším Campo sportivo della Cajenna, které využíval klub Andrea Doria. Dvě hřiště byla oddělena plotem, za který Janov obdržel od Andrea Doria 1000 lir jako kompenzaci plus 200 lir ročně na údržbu.
Dne 1. ledna 1933 bylo dokončeno zvětšení stadionu, které bylo díky odkoupení hřiště Campo del Genoa na Via del Piano za 20 000 lir a slavnostně otevřeno při příležitosti bylo pojmenováno po Luigi Ferrarisovi, kapitánovi týmu, který padl během první světové války. Stal se jedním z nejmodernějších stadionů té doby, přešel z původní kapacity 20 000 na novou 30 000 diváků. Z tohoto důvodu bylo vybráno, že bude hostit zápas MS 1934 mezi Španělskem a Brazílií, který skončil 3:1. Absolutní rekordní návštěvnost byla zaznamenána 27. února 1949 u příležitosti přátelského utkání Itálie – Portugalsko 4:1, kdy se na utkání přišlo podívat více než 60 000 diváků.
Při příležitosti pořádání MS 1990 byl starý stadion zbořen, sektor po sektoru, a přestavěn podle projektu architekta Vittoria Gregottiho, který se setkal s kontroverzí především kvůli otázkám viditelnosti, protože si fanoušci stěžovali, že je obtížné sledovat zápas. Aby mohly oba městské týmy nadále hrát své zápasy v Marassi, byly práce provedeny po jednotlivých sektorech a trvaly 26 měsíců (od července 1987 do září 1989). Ze starého stadionu zůstal pouze vchod na tribunu. Postavil se nový moderní stadion v anglickém stylu s tribunami blízko hřiště, kam se vešlo něco málo přes 40 000 diváků. Stadion byl vybaven dvěma obřími obrazovkami; sektory pro hosty byly vybudovány v Parteru, spodní části tribun, které nebyly zakryty baldachýnem, a před tribunou byl postaven altán, který byl využíván jako tisková místnost pro MS 1990.
Následně stadion prošel malými úpravami, které vedly k tomu, taký jaký je. Altán, který byl nákladný na údržbu byl zbořen, venkovní fanoušci byli přemístěni do klecí umístěných na dvou krajních stranách tribuny, přiléhajících ke dvěma tribunám (severní klec pro fanoušky Janova a jižní klec pro fanoušky Sampdorie). Mezinárodní ocenění má UEFA 3, proto je vhodná pro národní a mezinárodní soutěže, jako je Liga mistrů UEFA a Evropská liga UEFA, z nichž však nemůže hostit finále, které se musí mít UEFA 4 (které v Itálii jsou čtyři).

## Zápasy

### První zápas
| 22. leden 1911 | Janov | 1 – 2 | Inter | Campo di Via del Piano |  |  |
|                |       |       |       |                        |  |  |
|                |       |       |       |                        |  |  |

### Největší počet diváků v lize
| 28. listopad 1982 | Janov        | 1 – 1 | Sampdoria  | Stadio Luigi Ferraris                  |  |  |
| 14:30             | Fioreini 80' |       | 9' Mancini | Diváci: 57 815 Rozhodčí: Luigi Agnolin |  |  |
|                   |              |       |            |                                        |  |  |

### Největší počet diváků vůbec
| 27. únor 1949 | Itálie                                           | 4 – 1 | Portugalsko  | Stadio Luigi Ferraris                |  |  |
| 15:00         | Menti 57' Carapellese 67' Mazzola 75' Maroso 81' |       | 21' Lourenço | Diváci: 60 000 Rozhodčí: Victor Sdez |  |  |
|               |                                                  |       |              |                                      |  |  |

### Domácí poháry
Kromě domácích zápasů Janova a Sampdorie, byl stadion využíván při finále Coppa Italia 1935/1936 (Turín proti Alessandrii) i Supercoppa italiana 1991 (Sampdoria proti Římu).

### Kontinentální poháry
Hrálo se tady finále Superpohár UEFA 1990 mezi Sampdorii a Milánem. Utkání skončilo 1:1 a opakovaný zápas se konal již na stadionu Stadio Renato Dall'Ara v Boloni.

### Mistrovství světa
Stadion hostil dva ročníky Mistrovství světa ve fotbale konaných v Itálii a to v letech MS 1934 a MS 1990.

#### Mistrovství světa ve fotbale 1934
- Španělsko –  Brazílie 3:1 (osmifinále) 27. května

#### Mistrovství světa ve fotbale 1990
- Kostarika –  Skotsko 1:0 (skupina C) 11. června
- Švédsko –  Skotsko 1:2 (skupina C) 16. června
- Švédsko –  Kostarika 1:2 (skupina C) 20. června
- Irsko –  Rumunsko 0:0 (5:4 na pen.) (osmifinále) 25. června